# Герб на Банско
Гербът на Банско е един от символите на града и общината. Той е със златист цвят на кафяв фон и е с формата на щит, в който са стилизирани пет основни символа на града. В центъра на щита е кулата, която е огрята от лъчите на кандилото на Паисий Хилендарски, четките на видните бански зографи, пистолет и нож на банските войводи, съчетани със ски. В горната си част композицията завършва с надпис с името на Банско.
Автор на герба е известният художник Иван Вишанин, който е родом от Банско.